# Kringeltjärnen, Jämtland
Kringeltjärnen är en sjö i Strömsunds kommun i Jämtland och ingår i Ångermanälvens huvudavrinningsområde.